# Hauptstadtregion-Ringautobahn
Die Hauptstadtregion-Ringautobahn (chinesisch 首都地区环线高速公路, Pinyin shǒudū dìqū huánxiàn gāosù gōnglù, englisch Capital Area Loop Expressway), chin. Abk. G95, ist eine ringförmige Autobahn rund um die Hauptstadt Peking (Beijing) im Nordosten Chinas. Auch wenn nur ein 38 km langer Abschnitt des 940 km langen Autobahnrings auf Pekinger Territorium verläuft, kann er als äußerster Rand des Autobahnnetzes von Peking betrachtet werden. Die Autobahn wurde im Dezember 2016 fertiggestellt und führt in einem weiten Bogen rund um die besonders dicht besiedelte Hauptstadtregion. Im Volksmund wird die Autobahn auch 7. Ringstraße von Peking genannt.